# گرابیتسه (استان لوبوسکی)
گرابیتسه (به لهستانی:  Grabice) یک روستا در لهستان است که در گمینا گوبین واقع شده‌است.